# Càon
Càon (grec Χάων, genitiu: Χάονος) fou segons la mitologia grega un príncep troià, fill de Príam. La història no deixa clar si era l'amic o el germà de Helen, però en qualsevol cas va acompanyar-lo a la cort de Neoptòlem.
Segons les versions, fou mort accidentalment pel seu germà o amic Helen durant una cacera o va donar-se com un sacrifici als déus durant una epidèmia per a salvar la gent del seu país. Més endavant, Helen va donar el nom de Caònia a una regió de l'Epir en memòria seua.